# ویجا: خاستگاه شیطان
ویجا: خاستگاه شیطان (به انگلیسی: Ouija: Origin of Evil) یک فیلم فراطبیعی ترسناک آمریکایی به کارگردانی مایک فلناگان و نویسندگی فلاناگان و جف هاوارد است که دنباله‌ای بر فیلم ویجا در سال ۲۰۱۴ به‌شمار می‌رود. از بازیگران این فیلم می‌توان به هنری توماس، آنالیس باسو، الیزابت ریسر، داگ جونز، لولو ویلسون و سم اندرسون اشاره کرد و هیچ‌کدام از بازیگران فیلم قبلی در این قسمت حضور ندارند. ویجا: خاستگاه شیطان توسط یونیورسال استودیوز در تاریخ ۲۱ اکتبر ۲۰۱۶ در ایالات متحده اکران شد.

## داستان
سال 1967 در لس آنجلس ، بیوه جوانی به نام آلیس زندر از خانه حومه خود به عنوان یک رسانه معنوی کار می کند و همراه دخترانش ، پائولینای 15 ساله "لینا" و دوریس 9 ساله است. این خانواده هنوز از مرگ اخیر راجر ، شوهر آلیس و پدر بچه ها ابراز رضایت می کنند. با پیشنهاد گاه‌وبیگاه لینا ، آلیس هیئت مدیره Ouija را در خوانش های خود درج می کند. در حالی که هیئت مدیره را امتحان می کند ، او ناآگاهانه با روحی به نام مارکوس ارتباط برقرار می کند که شروع به تملک دوریس می کند.
آلیس اخطار دریافت می کند که این بانک قصد دارد خانه آنها را سلب کند. دوریس برای کمک به هیئت مدیره تماس گرفته و معتقد است که با پدر مرده خود در حال برقراری ارتباط است. روح او را به یک محفظه مخفی در پشت دیوار زیرزمین هدایت می کند که حاوی یک کیسه نقدی است. هنگامی که او پول را به مادرش می دهد ، خانواده یک جلسه Ouija دارند و معتقدند می توانند با راجر تماس بگیرند. هنگامی که هیئت مدیره به یک سؤال پاسخ می دهد فقط راجر جواب آن را می داند ، الیس هیجان زده اعتقاد دارد که آنها با همسر مرده خود در تماس هستند.
به زودی 